# Adisorn Promrak
Adisorn Promrak (thailändisch อดิศร พรหมรักษ์, * 21. Oktober 1993 in Sadao), auch als Geng (thailändisch เก่ง) bekannt, ist ein thailändischer Fußballspieler.

## Karriere

### Verein
Adisorn Promrak erlernte das Fußballspielen bei der Schulmannschaft der Suankularb Wittayalai School in Bangkok sowie in der Jugendabteilung des Erstligisten Buriram United. 2012 unterschrieb er seinen ersten Profivertrag beim Erstligisten Army United in Bangkok. Hier absolvierte er 48 Spiele. 2014 wechselte er zum Ligakonkurrenten BEC-Tero Sasana FC, ebenfalls ein Verein aus Bangkok. Nach 53 Spielen für BEC ging er 2016 zu Muangthong United, einem Verein, der in Pak Kret, einem nördlichen Vorort der Hauptstadt Bangkok, beheimatet ist. 2016 feierte er mit Muangthong die thailändische Meisterschaft. Den Thai League Cup gewann er 2016 und 2017, den Thailand Champions Cup 2017. Ebenfalls 2017 gewann er mit SCG die Mekong Club Championship. Nach 74 Erstligaspielen und zwei Toren wechselte er Mitte 2020 zum Ligakonkurrenten Port FC. Zur Rückrunde 2022/23 wurde er an den Ligakonkurrenten Nongbua Pitchaya FC ausgeliehen. Am Ende der Saison 2022/23 musste er mit Nongbua als Tabellenvorletzter den Weg in die Zweitklassigkeit antreten. Nach der Ausleihe kehrte er zu Port zurück. Hier wurde sein Vertrag nicht verlängert. Im Juni 2023 unterschrieb er einen Vertrag beim ebenfalls in der ersten Liga spielenden Ratchaburi FC.

### Nationalmannschaft
Von 2011 bis 2012 spielte Adisorn Promrak zehnmal in der thailändischen U-19-Nationalmannschaft. 13 Mal trug er von 2014 bis 2016 das Trikot der U-23-Nationalmannschaft. Seit 2014 spielt er für die thailändische Nationalmannschaft. Sein Debüt gab er am 15. Mai 2014 in einem Freundschaftsspiel im Rajamangala Stadium in Bangkok gegen Kuwait, dass am Ende 1:1 ausging.

## Erfolge

### Verein
BEC-Tero Sasana FC
- Thailändischer Ligapokalsieger: 2014

Muangthong United
- Thailändischer Meister: 2016
- Thailändischer Ligapokalsieger: 2016, 2017
- Thailändischer Supercupsieger: 2017
- Mekong Club Championship-Sieger: 2017

### Nationalmannschaft
Thailand
- ASEAN Football Championship: 2014, 2016
- King’s Cup: 2016, 2017

Thailand U23
- Sea Games: 2015
- BIDC Cup (Kambodscha): 2013

Thailand U19
- AFF U-19 Youth Championship: 2011